# Чекінов Анатолій Петрович
Анатолій Петрович Чекінов (1909, місто Тула, тепер Російська Федерація — 1986, Москва) — радянський партійний діяч, 1-й секретар Удмуртського обласного комітету ВКП(б). Депутат Верховної Ради СРСР 1—2-го скликань (1941—1950).

## Біографія
Народився в родині робітника. Батько помер у 1910 році, виховувався вітчимом. У 1925 році закінчив семирічну школу.
У 19225—1928 роках — учень формувальника на Мишегському чавуноливарному заводі в місті Алексині Тульської губернії. У 1925 році вступив до комсомолу. Керував агітаційно-пропагандистською роботою, був секретарем комсомольської організації заводу.
З кінця 1928 року — формувальник патронного заводу в місті Тулі, був секретарем комсомольського осередку ливарно-механічного цеху патронного заводу, членом бюро заводського комітету ВЛКСМ, головою конфліктної комісії при заводському комітеті ВЛКСМ, заступником голови конфліктної комісії при Тульському міському комітеті ВЛКСМ.
Член ВКП(б) з 1929 року.
У 1931 році закінчив курси раціоналізаторів у Москві.
З вересня 1931 по 1932 рік — технік у відділі раціоналізації Тульського патронного заводу.
У 1932—1937 роках навчався в Ленінградському військово-механічному інституті. Був обраний партійним організатором групи, парторгом факультету, заступником секретаря парткому, а з лютого 1935 року —- секретарем партійного комітету Ленінградського військово-механічного інституту. У вересні 1937 року ЦК ВКП(б) відкликаний з навчання в інституті і направлений на партійну роботу в розпорядження Кримського обласного комітету ВКП(б).
У вересні 1937 — 1938 року — в.о. 1-го секретаря Керченського міського комітету ВКП(б). У 1938 — березні 1940 року — 1-й секретар Керченського міського комітету ВКП(б) Кримської області.
15 березня 1940 — 11 листопада 1948 року — 1-й секретар Удмуртського обласного комітету ВКП(б). Одночасно 9 березня 1940 — 20 листопада 1948 року — 1-й секретар Іжевського міського комітету ВКП(б) Удмуртської АРСР. З 1941 по 1945 рік — уповноважений Державного комітету оборони СРСР по Удмуртській АРСР.
З листопада 1948 року — в розпорядженні ЦК ВКП(б). У 1948—1950 роках — директор заводу № 120 в Московській області.
У 1950—1951 роках — начальник цеху Ступінського заводу № 150 Московської області. У 1951—1974 роках — заступник директора Ступінського металургійного комбінату Московської області. З 1974 року — старший інженер навчально-курсового комбінату Ступінського металургійного комбінату Московської області

## Нагороди
- два ордени Леніна
- орден Трудового Червоного Прапора
- орден Вітчизняної війни І ст.
- два ордени «Знак Пошани»
- медаль «За доблесну працю у Великій Вітчизняній війні 1941—1945 рр.»
- медалі